# Kosma a Damián
Svatí Kosma a Damián byli starokřesťanští mučedníci, pronásledovaní a popravení stětím za císaře Diokleciána v Kilikii v dnešním Turecku. Jako rok jejich úmrtí se zpravidla uvádí rok 303, údaje v různých zdrojích se však pohybují mezi lety 287 a 310. Pocházeli z města Cyrhus (arab. Kurus) otec byl Řek , pohan a matka sv. Theodota , křesťanka.[zdroj?] Byli údajně dvojčata, působili jako lékaři (nezištníci) v římské provincii Sýrie.

## Úcta a ostatky
Velmi často byli Kosma a Damián uctíváni v Byzanci, jsou jim zasvěceny mnohé pravoslavné i řeckokatolické chrámy.
Odtamtud od biskupa Theodoretta dostal ostatky svatých mučedníků Kosmy a Damiána papež sv. Felix III. roku 537 a dal pro ně vystavět v Římě na Foru romanu baziliku, přestavěnou roku 1562 a 1947. Hroby jsou v podzemí. Jde o hlavní chrám těchto patronů v křesťanském světě. Další významná centra jejich úcty jsou v Itálii v Bitontu, Florencii a v Palermu, v Německu v Essenu, v Chorvatsku v Zadaru aj.

### Úcta v Čechách
Jejich úcta v Čechách je velmi stará, souvisí se slovanským osídlením země. Byl jim zasvěcen jeden z prvních kostelů v Čechách, kostel ve Staré Boleslavi, u kterého byl ráno právě po svátku sv. Kosmy a Damiána zavražděn sv. Václav. Týmž patronům je zasvěcena také staroboleslavská kolegiátní kapitula. Císař Karel IV. přiřadil sv. Kosmu a Damiána k slovanským patronům, jimž dal zasvětit klášter slovanských benediktinů Na Slovanech v Praze na Novém Městě.
Jako patroni lékařské fakulty Univerzity Karlovy se stali také patrony univerzitní kaple v pražském Karolinu. Patrocinium lékařů a lékárníků mají Kristus Salvátor se svatými Kosmou a Damiánem jako barokní sousoší Karlova mostu. Tento český kult patří k nejvýznamnějším v kontextu historie celé Evropy.

## Svátek
Do roku 1969 se v římské církvi jejich památka slavila 27. září, pak byla přesunuta na 26. září. Naproti tomu v řeckokatolické a pravoslavné církvi je jejich svátek 1. listopadu a také 1. července. Starokatolická církev slaví jejich památku 27. září.

## Lidová kultura
V ukrajinské a běloruské lidové tradici vystupují tito světci pod jmény Kuzma a Demjan, někdy též jako jediná osoba pod jménem Kuzmodemjan. Bez opory v církevním podání jsou kováři, z důvodu podobnosti mezi jménem Kuzma a ukrajinským kuznja „kovárna“. Příčinou této proměny je snad také fakt, že kováři byli v archaických kulturách chápáni jako čarodějové, praslovanské *kuzlo snad původně znamená „kovářský výrobek“, a tito světci v lidových příbězích léčí zaklínadly. Dalším důvodem je, že kovářské řemeslo je provozováno ve dvojici, bylo tedy na místě s ním spojit dvojici světců. Titul božij koval, „boží kovář“, je jejich standardním epitetonem a měl jim být udělen samotným Bohem. Věřilo se, že rozžhavené železo brali do holých rukou a kovali jej zlatými kladivy a jiskry, které při jejich práci odlétaly se měnily ve zlato. Proměna železa ve zlato symbolicky souvisí nejen s bohatstvím, ale také s plodností, ve slovanské tradici je pak zlato úzce spojeno s podsvětím.
V lidových vyprávěních se také uvádí, že Kuzmademjan byl prvním člověkem, prvním kovářem a vyrobil první pluh či prostě žil v době počátků světa. V souladu se slovanskou vírou v souvislost mezi kovářstvím a „ukutím“ manželského svazku se objevují také ve svatebních zaklínáních. Především se však v ukrajinské a běloruské tradici vypráví o tom, jak Kuzma a Demjan lstí přemohli draka Zmije, zapřáhli ho do pluhu a vyorali s ním brázdu okolo Kyjeva – Zmijové valy. Podle historika Dušana Třeštíka může tato pověst obsahovat zbytky kosmogonického mýtu, v kterém božští kováři oborali celý svět. Taktéž se domnívá, že tento mýtus se odehrává po příběhu ve kterém hromovládce Perun přemohl draka Zmije, který se musel ukrýt do svého domova – podzemních vod. K další porážce netvora však bylo třeba nové technologie či magie, kterou ovládali Perunovi kovářští pomocníci, předobrazy Kuzmy a Demjana. Na rozdíl od prvního vítězství, kterého bylo dosaženo skrze fyzickou sílu, bylo vítězství druhé, spoutání draka, dosaženo skrze chytrost a kouzla. Tento mýtus spojuje se severským vyprávěním o tom, jak bohyně Gefjun skrze orbu vytvořila ostrov Sjælland a oráči-zakladateli nových zemí jako český Přemysl nebo velšský Hu Gadarn.